# 朱縉𤍔
鉛山恭莊王朱縉𤍔（16世紀—1598年），明朝肅藩第三代鉛山王，鉛山康裕王朱弼榦的庶長子。

## 生平
隆慶元年（1567年），封鉛山王長子。萬曆六年（1578年）十二月，鉛山康裕王朱弼榦去世。萬曆十一年（1583年）四月，朱縉𤍔襲封鉛山王。
萬曆二十六年（1598年），朱縉𤍔去世。萬曆三十一年（1603年）十二月，獲諡恭莊。七年後，庶長子朱紳郮襲爵。

## 評價
- 《萬曆臨洮府志》：“心恬性静，志篤行脩，博覽群書，有光祖烈。”[6]

## 家庭

### 妻
- 匡氏，萬曆十七年（1589年）四月冊為鉛山王妃[7]。
- 楊氏，未婚守節，萬曆二十八年（1600年）九月冊為鉛山王繼妃[8]。

### 子
- 庶長子：鉛山王朱紳郮